# Ian Ierechtchenko
Ian Mykhaïlovytch Ierechtchenko (ukrainien : Ян Михайлович Єрещенко) est un joueur ukrainien de volley-ball né le 6 avril 1990. Il mesure 1,98 m et joue réceptionneur-attaquant. Il est international ukrainien.

## Clubs
| Club                 | De        | À   |
| -------------------- | --------- | --- |
| VK Lokomotiv Kharkiv | 2007-2008 | ... |

## Palmarès
- Championnat d'Ukraine (5)
  - Vainqueur : 2009, 2010, 2011, 2012, 2013
  - Finaliste : 2008
- Coupe d'Ukraine (6)
  - Vainqueur : 2008, 2009, 2010, 2011, 2012, 2013